# Rubus chloocladus
Rubus chloocladus är en rosväxtart som beskrevs av William Charles Richard Watson. Rubus chloocladus ingår i släktet rubusar, och familjen rosväxter.

## Underarter
Arten delas in i följande underarter:
- R. c. emollitus
- R. c. aduncispinus
- R. c. aduncispinus